# Sebeborci
Sebeborci (pronunciación eslovena: [sɛˈbeːbɔɾtsi]; húngaro: Szentbibor; prekmuro: Seböborci) es una localidad eslovena perteneciente al municipio de Moravske Toplice en el noreste del país.
En 2019, la localidad tenía una población de 449 habitantes.
Aunque en la localidad se han hallado túmulos romanos, el asentamiento actual se menciona por primera vez en documentos de 1365-1366, cuando fue adquirido por la familia noble húngara Széchy. En 1685 pasó a pertenecer a la familia noble Batthyány. La localidad pertenecía al condado de Vas, pero estaba habitada principalmente por eslovenos católicos, por lo que en 1919 se integró en el reino de los Serbios, Croatas y Eslovenos.
La localidad se ubica unos 5 km al norte de Murska Sobota, sobre la carretera 725 que lleva a Körmend.